# President del Tribunal Suprem dels Estats Units
El president del Tribunal Suprem dels Estats Units, en anglès: Chief Justice of the United States és el cap del sistema dels tribunals federals dels Estats Units (United States federal courts) que és la branca judicial del govern federal dels Estats Units (federal government of the United States) i el jutge en cap (chief judge) del Tribunal Suprem dels Estats Units (Supreme Court of the United States). El president és un dels nou jutges del Tribunal Suprem; els altres 8 són jutges associats (Associate Justice of the Supreme Court of the United States).
El president del Tribunal Suprem dels Estats Units és el funcionari judicial més alt del país i actua com el més alt funcionari administratiu per als tribunals federals i com a magistrat en cap de la Conferència Judicial dels Estats Units Judicial,Conference of the United States. Designa el director de l'Oficina Administrativa dels Tribunals dels Estats Units (Administrative Office of the United States Courts). El president també serveix com a portaveu de la branca judicial.
El president del Tribunal Suprem dels Estats Units dirigeix l'actuació del Tribunal Suprem. Presideix els arguments orals davant del tribunal. Quan el tribunal emet un dictamen, el president del Tribunal Suprem dels Estats Units decideix qui escriu l'opinió del tribunal. El president del Tribunal Suprem dels Estats Units també té un pes significatiu en l'agenda respecte a les reunions del Tribunal. En el cas d'un judici polític (impeachment) a un president dels Estats Units, el president del Tribunal Suprem dels Estats Units presideix el judici al Senat. En la tradició moderna, el president del Tribunal Suprem dels Estats Units presideix la cerimònia de la inauguració del mandat del President dels Estats Units.
El primer president del Tribunal Suprem dels Estats Units va ser John Jay. El 17è i l'actual president del Tribunal Suprem dels Estats Units és John Roberts.

## Origen i funcions

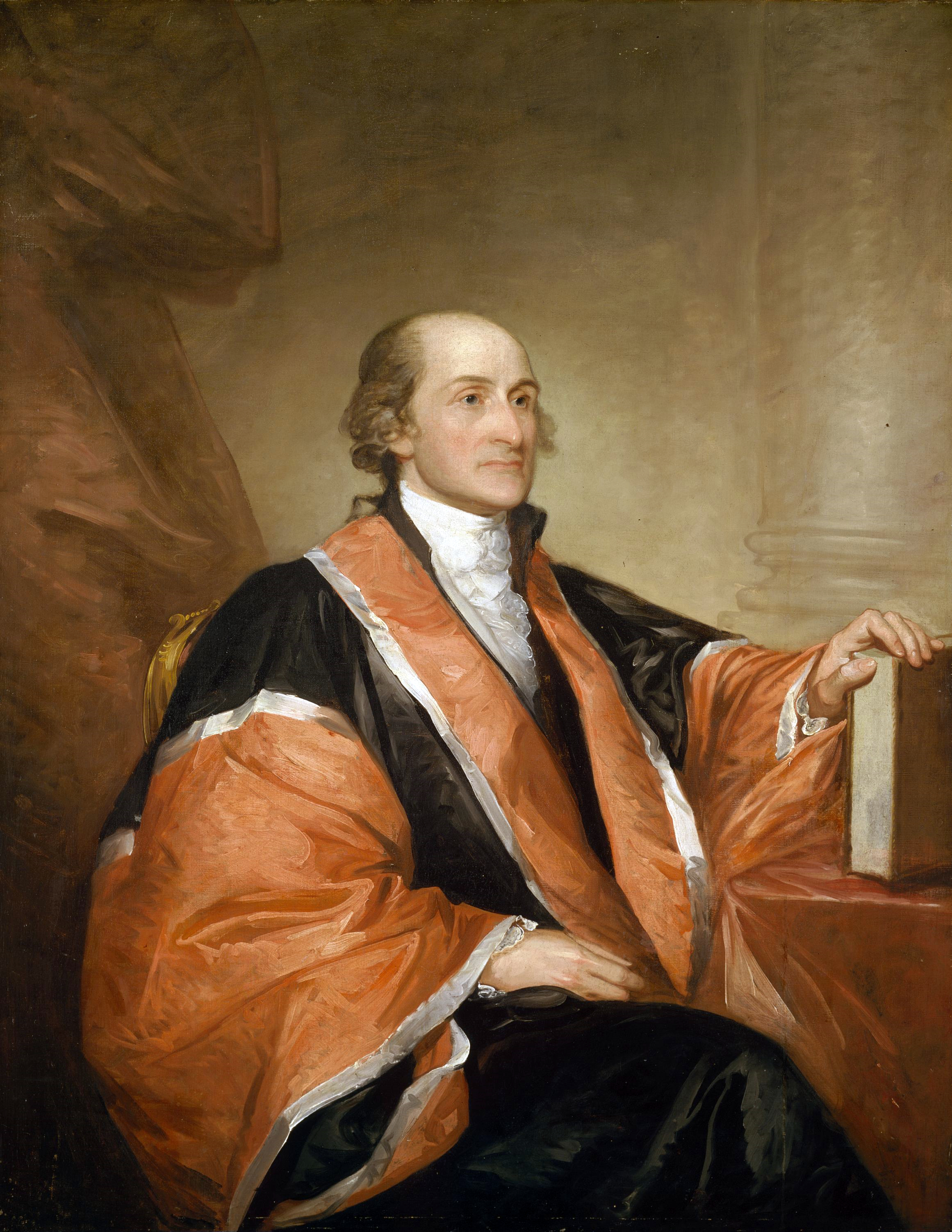
John Jay, per Gilbert Stuart.

La Constitució dels Estats Units no estableix explícitament el càrrec de president del Tribunal Suprem dels Estats Units, però en pressuposa l'existència amb una sola referència en l'article 1 de la constitució. El primer Chief Justice a usar el nou títol va ser Melville Fuller el 1888.
El president del Tribunal Suprem dels Estats Units el nomena el President dels Estats Units i el Senat el confirma. El seu sou l'estableix el Congrés dels Estats Units, actualment el sou anual és de 223.500 dòlars.
A més de les funcions dels jutges associats, el president del Tribunal Suprem dels Estats Units en té unes de pròpies, com són els judicis a presidents dels Estats Units (Impeachment); és qui ostenta la major antiguitat (seniority) d'entre els jutges del tribunal, independentment del nombre d'anys de servei a la Cort; administració del jurament (oath of office) en la cerimònia d'inauguració presidencial.

## Llista de Caps de la Justícia dels Estats Units (Chief Justices)
| No. | Nom                     | Imatge                  | Nominat                | Votat                  | Inici (jurament)       | Finalització           | Llargada    | Llargada del retir | Data de la mort        | President           |
| --- | ----------------------- | ----------------------- | ---------------------- | ---------------------- | ---------------------- | ---------------------- | ----------- | ------------------ | ---------------------- | ------------------- |
| 1   | John Jay                | John Jay                | 24 de setembre de 1789 | 26 de setembre de 1789 | 19 d'octubre de 1789   | 29 de juny de 1795     | 2.079 days  | 12.375 days        | 17 de maig de 1829     | Washington          |
| 2   | John Rutledge §, ¤      |                         | 1 de juliol de 1795    | 15 de desembre de 1795 | 12 d'agost de 1795     | 28 de desembre de 1795 | 125 days    | 1.649 days         | 21 de juny de 1800     | Washington          |
| 3   | Oliver Ellsworth        | Oliver Ellsworth        | 3 de març de 1796      | 4 de març de 1796      | 8 de març de 1796      | 15 de desembre de 1800 | 1.742 dies  | 2.537 dies         | 26 de novembre de 1807 | Washington          |
| 4   | John Marshall           | John Marshall           | 20 de gener de 1801    | 27 de gener de 1801    | 4 de febere de 1801    | 6 de juliol de 1835†   | 12.570 dies | N/A                | 6 de juliol de 1835    | J. Adams (F)        |
| 5   | Roger B. Taney          | Roger B. Taney          | 28 de desembre de 1835 | 15 de març de 1836     | 28 de març de 1836     | 12 d'octubre de 1864†  | 10.425 days | N/A                | 12 d'octubre de 1864   | Jackson (D)         |
| 6   | Salmon P. Chase         | Salmon P. Chase         | 6 de desembre de 1864  | 6 de desembre de 1864  | 15 de desembre de 1864 | 7 de maig de 1873†     | 3.074 days  | N/A                | 7 de maig de 1873      | Lincoln (R)         |
| 7   | Morrison Waite          | Morrison Waite          | 19 de gener de 1874    | 21 de gener de 1874    | 4 de març de 1874      | 23 de març de 1888†    | 5.133 days  | N/A                | 23 de març de 1888     | Grant (R)           |
| 8   | Melville Fuller         | Melville Fuller         | 30 d'abril de 1888     | 20 de juliol de 1888   | 8 d'octubre de 1888    | 4 de juliol de 1910†   | 7.938 days  | N/A                | 4 de juliol de 1910    | Cleveland (D)       |
| 9   | Edward Douglass White ° | Edward Douglass White ° | 12 de desembre de 1910 | 12 de desembre de 1910 | 19 de desembre de 1910 | 19 de maig de 1921†    | 3.804 days  | N/A                | 19 de maig de 1921     | Taft (R)            |
| 10  | William Howard Taft ♦   | William Howard Taft ♦   | 30 de juny de 1921     | 30 de juny de 1921     | 11 de juliol de 1921   | 3 de febrer de 1930    | 3.129 days  | 33 days            | 8 de març de 1930      | Harding (R)         |
| 11  | Charles Evans Hughes ¤  | Charles Evans Hughes ¤  | 3 de febrer de 1930    | 13 de febrer de, 1930  | 24 de febrer de, 1930  | 1 de juliol de 1941    | 4.144 days  | 2.615 days         | 27 d'agost de 1948     | Hoover (R)          |
| 12  | Harlan F. Stone °       | Harlan F. Stone °       | 12 de juny de 1941     | 27 de juny de 1941     | 3 de juliol de 1941    | 22 d'abril de 1946†    | 1.754 days  | N/A                | 22 d'abril de 1946     | F. D. Roosevelt (D) |
| 13  | Fred M. Vinson          | Fred M. Vinson          | 6 de juny de 1946      | 20 de juny de 1946     | 24 de juny de 1946     | 8 de setembre de 1953† | 2.633 days  | N/A                | 8 de setembre de 1953  | Truman (D)          |
| 14  | Earl Warren             | Earl Warren             | 11 de gener de 1954    | 1 de març de 1954      | 5 d'octubre de 1953    | 23 de juny de 1969     | 5.740 days  | 1.842 days         | 9 de juliol de 1974    | Eisenhower (R)      |
| 15  | Warren E. Burger        | Warren E. Burger        | 21 de maig de 1969     | 9 de juny de 1969      | 23 de juny de 1969     | 26 de setembre de 1986 | 6.304 days  | 3.194 days         | 25 de juny de 1995     | Nixon (R)           |
| 16  | William Rehnquist °     | William Rehnquist °     | 17 de juny de 1986     | 17 de setembre 1986    | 26 de setembre de 1986 | 3 de setembre de 2005† | 6.917 days  | N/A                | 3 de setembre de 2005  | Reagan (R)          |
| 17  | John G. Roberts, Jr.    | John G. Roberts, Jr.    | 6 de setembre de 2005  | 29 de setembre de 2005 | 29 de setembre de 2005 | present                | 7.118 days  | Incumbent          | 2025 - 03 - 26         | G. W. Bush (R)      |

Dades basades en:
- The Oxford Guide to United States Supreme Court Decisions, Kermit L. Hall, 1999, Oxford University Press
- https://www.senate.gov/pagelayout/reference/nominations/Nominations.htm
- http://www.supremecourt.gov/about/members_text.aspx